# バラード (フォーレ)
バラード 嬰ヘ長調 作品19、はガブリエル・フォーレが1879年に作曲したピアノ曲。1881年に管弦楽伴奏の形に書き改められている。

## 概要
フォーレはケクランが「書法、形式、語法、楽器法に革命をもたらし（中略）現代音楽に達する成長過程を、結局この4人が操った」うちのひとりとして挙げた作曲家であった。また、音楽学者のジョゼフ・ド・マルリアーヴは、フォーレを評して「ショパン直系の後継者である（中略）彼は純粋な和声の表現上のあらゆる価値を感じ取っている」と述べている。音楽的には極めて自然な遠隔調への転調、控えめながらも揺るぎない個性を有する旋律に特徴がある。
本作はフォーレの初期作品で、1879年にまずピアノ独奏曲として作曲された。彼はこの年にアンドレ・メサジェと共にドイツへ赴き、ワーグナーの『ニーベルングの指環』を聴いている。中でも『ジークフリート』の第2幕「森のささやき」に感銘を受けてこの作品を書いたと言われており、自然を想わせる美しさにその影響を見て取ることが出来る。構想段階では独立した楽曲を集めた組曲形式となる予定であったが、最終的にはひと続きの作品として完成を見ることになった。1881年には管弦楽伴奏の版として仕立て直され、同年4月に国民音楽協会の演奏会でエドゥアール・コロンヌ指揮、作曲者自身の独奏で初演された。彼はこの版に対して「管弦楽伴奏用」と付記している。楽譜はアメル社から出版され、曲はサン＝サーンスへ献呈された。
独奏版と管弦楽伴奏版には音符に多くの違いはない。独奏版は多くの夜想曲を書くなどショパンの創作に近づいた作曲者らしく、ショパンのバラードを参考にしているのが明白であり、情熱的で洗練されつつも難渋な技巧に覆われている。一方の管弦楽伴奏版は声部を管弦楽に振り分けることで難技巧が排され、独奏版とは異なった優美でくつろいだ印象を与える。ドビュッシーはこれに対し、可愛げが過度であり軟弱に過ぎるとして辛辣な批判を加えた。
1882年にフォーレはサン＝サーンスに伴われてリストに出会っている。70歳になるリストはピアノに向かって本作を初見で弾き始めたが、数ページ進んだところで「指が足りなくなった」と言って中断し、フォーレに続きを弾くように頼んだという。早くから本作を演奏していたマルグリット・ロンは、自身の回想録にフォーレが演奏についてどのような希望を述べていたかを書き留めている。
本作は初期の創作でありながらも、新鮮さ、情熱、抒情性を伴ったフォーレらしさが既に明瞭に表されている。

## 演奏時間
約13分半-14分。

## 楽器編成
管弦楽伴奏版の編成はピアノ、フルート2、オーボエ2、クラリネット2、ファゴット2、ホルン2、弦五部。

## 楽曲構成
曲は非常に自由な形式をとっており、3つ、ないしは4つの部分に分けることが出来る。
Andante cantabile 4/4拍子 嬰ヘ長調
冒頭、さわやかな、抒情的な主題が提示されて開始される（譜例1）。
譜例1
主題をイ長調で反復した後、嬰ヘ長調へ戻って主題がカノン風に取り扱われる。管弦楽伴奏版ではこの直前に1小節の追加があり、カノンはフルートとの掛け合いになっている。弱音へ静まり、レントでひと呼吸おいてから次の場面へ進む。
Allegro moderato 4/4拍子 変ト長調
速度を上げて第2の主題が提示される（譜例2）。
譜例2
間もなく流れの中で譜例1が奏され、以降、2つの主題が交代する形で進行する。
Andante 6/8拍子 変ト長調
速度を落ち着けて、譜例3の新しい主題が出される。これに大きなピアノのアルペッジョが後続する、というやり取りが計4回行われ、転調してアレグロ、4/4拍子に至る（譜例4）。
譜例3

譜例4
間もなく譜例2がカノン風に扱われ、その後は譜例4に基づいて技巧的に展開する。一度、譜例4がそのままの形で再現され、譜例2の処理と続いてカデンツァ風の走句を経てアンダンテへ戻ってくる。続くアレグロ・モデラートは調性を嬰ヘ長調へ回帰させ、引き続き譜例2と譜例4による展開が繰り広げられる。最後のクライマックスとなる譜例5は、譜例1に由来する音型である。
譜例5
終結は華美にならないよう配慮されており、譜例4に基づくコーダが静かに続いて弱音で全曲が結ばれる。